# Kiran Kedlaya

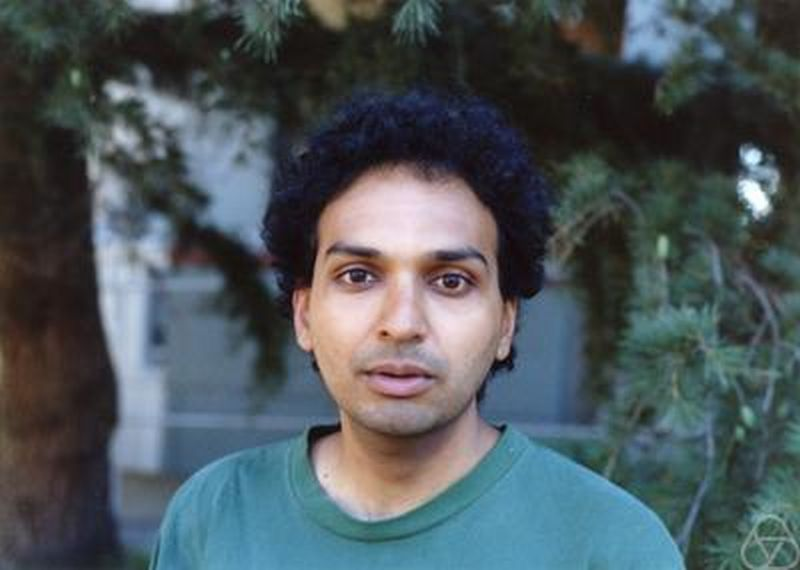
Kiran Kedlaya, Berkeley 2000

Kiran Sridhara Kedlaya (* Juli 1974 in Silver Spring, Maryland) ist ein US-amerikanischer Mathematiker, der sich mit Zahlentheorie und arithmetischer algebraischer Geometrie befasst.
Kedlaya hat indische Vorfahren. Er war 1992 Finalist im Westinghouse-Talentwettbewerb, gewann 1990 und 1992 Goldmedaillen und 1991 eine Silbermedaille bei der Internationalen Mathematik-Olympiade. 1994 besuchte er die Budapest Semesters in Mathematics. 1993 bis 1995 war er Putnam Fellow nach Erfolgen im Putnam-Wettbewerb. 1996 erwarb er seinen Bachelor-Abschluss in Mathematik und Physik an der Harvard University und 1997 seinen Master-Abschluss in Mathematik an der Princeton University. 1997 studierte er an der University of California, Berkeley, und 2000 wurde er am Massachusetts Institute of Technology (MIT) bei Aise Johan de Jong promoviert (Descent theorems for overconvergent F-Crystals).  Als Post-Doktorand war er am MSRI und Visiting Assistant Professor an der University of California, Berkeley. 2003 wurde er Assistant Professor am MIT und 2007 Associate Professor. 2009 wurde er Associate Professor und 2011 Professor an der University of California, San Diego.
Er befasst sich insbesondere mit p-adischen analytischen Methoden in arithmetischer Geometrie und p-adischer Hodge-Theorie, mit Algorithmen in der arithmetischen Geometrie und Anwendungen in der Kryptographie. 2004 bewies er den p-adischen lokalen Monodromiesatz, unabhängig von Zoghman Mebkhout und Yves André.
2006 bis 2008 war er Sloan Research Fellow. 2006 erhielt er den Presidential Early Career Award for Scientists and Engineers und 2016 den George Pólya Award der Mathematical Association of America. 2010 war er Invited Speaker auf dem Internationalen Mathematikerkongress in Hyderabad (Relative p-adic Hodge Theory and Rapoport-Zink Period Domains). Er ist Fellow der American Mathematical Society.

## Schriften
- p-adic Differential Equations, Cambridge Studies in Advanced Mathematics, Band 125, Cambridge University Press 2010
- mit David Savitt, Dinesh Thakur, Matt Baker, Brian Conrad, Samit Dasgupta,  Jeremy Teitelbaum: p-adic Geometry, Lectures from the 2007 Arizona Winter School, American Mathematical Society 2008
- mit Bjorn Poonen, Ravi Vakil: The William Lowell Putnam Mathematical Competition 1985-2000: Problems, Solutions and Commentary, Mathematical Association of America, 2002